# Clemente Ascanio Sandri-Trotti
Clemente Ascanio Sandri-Trotti (falecido a 20 de abril de 1675) foi um prelado católico romano que serviu como bispo de Fossano (1658–1675).

## Biografia
No dia 8 de julho de 1658, Clemente Ascanio Sandri-Trotti foi nomeado Bispo de Fossano durante o papado de Alexandre VII. A 28 de julho de 1658, foi consagrado bispo por Antonio Barberini, arcebispo de Reims, com Giovanni Battista Scanaroli, bispo titular de Sidon, e Lorenzo Gavotti, bispo emérito de Ventimiglia, servindo como co-consagradores. Serviu como Bispo de Fossano até à sua morte a 20 de abril de 1675.